# Andrea Venturi
Andre Venturi (né le 4 juillet 1963 à Bologne) est un dessinateur de bande dessinée italien.
Entré en 1992 chez Sergio Bonelli Editore, il y travaille sur les séries d'aventure Dylan Dog, Magico Vento (it) et Tex[source insuffisante].
Il est marié à l'autrice japonaise Keiko Ichiguchi.

## Récompense
- 2014 : Prix Micheluzzi du meilleur dessinateur pour Speciale Tex no 28